# Zootrophion beloglottis
Zootrophion beloglottis là một loài thực vật có hoa trong họ Lan. Loài này được (Schltr.) Luer mô tả khoa học đầu tiên năm 2004.